# Пам'ятки культурної спадщини Заводської громади
У статті наведений перелік об'єктів культурної спадщини Заводської громади Чортківського району Тернопільської области України.

## Пам'ятки археології
| №   | Назва                    | Дата                                                                          | Адреса          | Охоронний номер | Документ про взяття на облік                                                                      |
| --- | ------------------------ | ----------------------------------------------------------------------------- | --------------- | --------------- | ------------------------------------------------------------------------------------------------- |
| 1.  | Поселення Залісся I      | V-IV тис. до н.е.; ХІІ — ХІІІ ст.                                             | с. Залісся      | 1800            | Наказ управління культури Тернопільської ОДА від 24.03.2011 № 36                                  |
| 2.  | Поселення Залісся II     | V-IV тис. до н.е.; XVI – XII ст. до н. е.; І тис. до н. е.; ІІІ- IV ст. н. е. | с. Залісся      | 1803            | Наказ управління культури Тернопільської ОДА від 24.03.2011 № 36                                  |
| 3.  | Поселення Залісся III    | V-IV тис. до н.е.; XVI — XII ст. до н. е.; І тис. до н. е.                    | с. Залісся      | 1879            | Наказ управління культури Тернопільської ОДА від 26.06.2012 № 97                                  |
| 4.  | Поселення Угринь І       | І пол. VII — V (можливо IV) ст. до н. е.                                      | с. Угринь       | 2002            | Наказ департаменту культури, релігій та національностей Тернопільської ОДА від 15.05.2014 № 76-од |
| 5.  | Курган Швайківці I       | західно-подільська група скіфського часу (І)                                  | с. Швайківці    | 1479            | Наказ управління культури Тернопільської ОДА від 27.01.2010 № 16                                  |
| 6.  | Поселення Швайківці II   | V-IV тис. до н.е., ІІ-І тис. до н.е., ІІІ- IV ст. н. е.                       | с. Швайківці    | 1850            | Наказ управління культури Тернопільської ОДА від 09.02.2012 № 14                                  |
| 7.  | Поселення Шманьківці І   | V-IV тис. до н.е., ХІІ – ХІІІ ст.                                             | с. Шманьківці   | 1417            | Наказ управління культури Тернопільської ОДА від 27.01.2010 № 16                                  |
| 8.  | Поселення Шманьківці ІІ  | V-IV тис. до н.е., ІІІ- IV ст. н. е.                                          | с. Шманьківці   | 1418            | Наказ управління культури Тернопільської ОДА від 27.01.2010 № 16                                  |
| 9.  | Замчище Шманьківці III   | XV-XVII ст.                                                                   | с. Шманьківці   | 2088            | Наказ управління культури Тернопільської ОДА від 12.10.2017 № 124-од                              |
| 10. | Поселення Шманьківчики I | V-IV тис. до н.е.; І тис. до н. е.                                            | с. Шманьківчики | 1870            | Наказ управління культури Тернопільської ОДА від 26.06.2012 № 97                                  |

## Пам'ятки архітектури
| №  | Назва               | Дата | Адреса        | Охоронний номер | Документ про взяття на облік                                         |
| -- | ------------------- | ---- | ------------- | --------------- | -------------------------------------------------------------------- |
| 1. | Каплиця св. Миколая | 1869 | с. Шманьківці | б/н             | Наказ управління культури Тернопільської ОДА від 12.10.2017 № 124-од |

## Пам'ятки історії
| №  | Назва                                                                     | Дата | Адреса          | Охоронний номер | Документ про взяття на облік                                           |
| -- | ------------------------------------------------------------------------- | ---- | --------------- | --------------- | ---------------------------------------------------------------------- |
| 1. | Пам'ятний знак воїнам-землякам, які загинули в роки Другої світової війни | 1976 | с. Залісся      | 810             | Рішення виконкому Тернопільської обласної ради від 12.06.1978 р. № 286 |
| 2. | Пам'ятний знак воїнам-землякам, які загинули в роки Другої світової війни | 1985 | с. Угринь       | 869             | Рішення виконкому Тернопільської обласної ради від 26.08.1986 р. № 250 |
| 3. | Пам'ятний знак воїнам-землякам, які загинули в роки Другої світової війни | 1969 | с. Шманьківці   | 620             | Рішення виконкому Тернопільської обласної ради від 22.03.1971 р. № 147 |
| 4. | Пам'ятний знак воїнам-землякам, які загинули в роки Другої світової війни | 1967 | с. Шманьківчики | 821             | Рішення виконкому Тернопільської обласної ради від 22.03.1971 р. № 147 |

## Пам'ятки монументального мистецтва
| №  | Назва                                                                 | Дата       | Адреса        | Охоронний номер | Документ про взяття на облік                                    |
| -- | --------------------------------------------------------------------- | ---------- | ------------- | --------------- | --------------------------------------------------------------- |
| 1. | Пам'ятник театральному критику, січовому стрільцю Чарнецькому Степану | 26.05.1991 | с. Шманьківці | 2986            | Розпорядження Голови Тернопільської ОДА від 26.05.1997 р. № 209 |